# Chūyō
Chūyō – lotniskowiec eskortowy typu Taiyō należący do Japońskiej Cesarskiej Marynarki Wojennej podczas II wojny światowej.

## Konstrukcja i przebudowa
„Nitta Maru” był transatlantykiem zbudowanym przez przedsiębiorstwo żeglugowe Nippon Yūsen. Stępkę pod niego położono w stoczni Mitsubishi w Nagasaki w maju 1938 roku, wodowanie odbyło się w maju 1939 roku, a przyjęcie do służby 23 marca 1940 roku. Zarekwirowanie go jako transportowiec dla wojska odbyło się w lutym 1941 roku. Jako transportowiec wojska odbył on pięć rejsów, podczas których większą liczbę stanowiło transportowanie amerykańskich jeńców z wyspy Wake do Japonii.
Pierwszy transport jeńców wypłynął z Wake 12 stycznia 1942 roku, a dotarł do Jokohamy 20 stycznia. Po dopłynięciu do Jokohamy, Japończycy wzięli pięciu jeńców i za ich „honor oraz odwagę” torturowali, a następnie ścięli ich. Ciała zostały okaleczone bagnetami, a następnie wyrzucone za burtę.
Po bitwie pod Midway zdecydowano się na przebudowę „Nitta Maru” na lotniskowiec eskortowy. Przebudowa miała miejsce w Kure pomiędzy 20 sierpnia a 25 listopada 1942 roku. Otrzymał on nową nazwę – „Chūyō” (冲鷹, „szybujący jastrząb”).
Jego pokład startowy miał wymiar 150 × 23 m i został wyposażony w dwie windy lotnicze o wymiarach 12 x 13 m. Podobnie jak inne japońskie lotniskowce nie posiadał on katapult. Do wychwytywania lądujących samolotów zastosowano osiem lin hamujących i jedną barierę awaryjną.

## Przebieg służby
„Chūyō” był głównie używany do szkolenia załóg lotniczych oraz transportów samolotów. Często pływał on ze swoimi okrętami siostrzanymi „Taiyō„ oraz „Unyō”.
4 grudnia 1943 roku „Chūyō” i „Unyō” wypłynęły razem z Truk do Yokosuki, transportując m.in. jeńców wojennych, których Japończycy pojmali z amerykańskiego okrętu podwodnego USS "Sculpin". „Chūyō” został trafiony torpedą wystrzeloną przez okręt podwodny USS "Sailfish" w pobliżu wyspy Hachijōjima. Podczas następnych kilku godzin, „Sailfish” zaatakował uszkodzony lotniskowiec jeszcze dwa razy. Po trafieniu przez cztery–sześć z dziesięciu wystrzelonych torped, „Chūyō” zatonął w szybkim czasie, biorąc ze sobą na dno 514 członków załogi i ponad 730 innych transportowanych osób, w tym żołnierzy japońskich. Zginął także dowódca okrętu kmdr Okura Tomasaborou i 20 z 21 jeńców z okrętu podwodnego „Sculpin”. Japońskie niszczyciele uratowały 160 osób. „Chūyō” został następnie skreślony z listy floty w 1944 roku.